# Front populaire de libération de l'Érythrée
 (mai 2009).
Si vous disposez d'ouvrages ou d'articles de référence ou si vous connaissez des sites web de qualité traitant du thème abordé ici, merci de compléter l'article en donnant les références utiles à sa vérifiabilité et en les liant à la section « Notes et références ».
Le Front populaire de libération de l'Érythrée (FPLE) est une organisation politique et militaire créée par des dissidents chrétiens et des musulmans progressistes du Front de libération de l'Érythrée (FLE). Bien que fondée officiellement en février 1972, l'organisation avait émergé auparavant à travers diverses opérations. Elle a été remplacée en 1994 par le Front populaire pour la démocratie et la justice.

## Naissance du FPLE
Le FPLE émerge au début des années 1970, durant la guerre d'indépendance de l'Érythrée, alors que son organisation mère, le Front de libération de l'Érythrée, tombait dans des luttes intestines entre chrétiens et musulmans, urbains et paysans, socialistes et conservateurs pro-arabes. Trois groupes quittent alors l'organisation, un nommé Obel, un nommé PLF, pour Popular liberation forces, et un groupe autour d'Isaias Afwerki et de son ouvrage Nous et nos objectifs. Les trois groupes se mettent d'accord sur une union, et en 1971 naissent les Forces populaires de libération de l'Érythrée.

## Émergence du FPLE
Les habitants des zones urbaines, informés de la naissance d'une nouvelle organisation, la rejoignent en masse[réf. nécessaire]. En 1977, alors que le  FPLE et le FLE contrôlent la quasi-totalité de l'Érythrée[réf. nécessaire], le premier congrès du FPLE se tient sur les terres libérées et Romedan Mohammed Nur est élu secrétaire-général et un bureau politique est élu, dont Isaias Afwerki ou Mahmud Ahmed Sherifo font partie.

## Le FPLE, seule force de résistance
En 1981, les troupes du FPLE expulsent les dernières unités du FLE au Soudan. Les guérilleros résistent à toutes les tentatives du Derg et son allié soviétique. Le FPLE, retranché dans la province nord du Sahel, arrive à mettre en place des services sociaux d'une qualité inexistante en Afrique[réf. nécessaire]. Des écoles, des hôpitaux, des camps de réfugiés sont construits et protégés par le FPLE, qui tient à faire une lutte double, armée et sociale. D'obédience marxiste, le FPLE s'attèle à atteindre l'auto-suffisance.
Les femmes représentaient 40 % des membres du FPLE et se battaient au même titre que les hommes sur les lignes de front. L’organisation insiste sur le thème de la libération des femmes en dénonçant les injustices dont elles sont l'objet dans la société tigtinya, considérée comme une société "féodale". Le FPLE axe son discours sur deux pôles qui seront suivis d'effets juridiques : le premier est l'accession des femmes à la propriété l'autre se rapporte au mariage. La loi promulguée en 1977 appliquée dans les zones libérées interdit le mariage sans consentement mutuel et instaure une limite d'age.

## La grande offensive
En 1987, le FPLE lance sa grande offensive de libération de l'Érythrée. Afabet et Tessenei tombent en 1988, Massaoua en 1990, et Dekemhare et finalement la capitale Asmara en 1991. Le FPLE met en place le Gouvernement provisoire de l'Érythrée, et prépare le référendum d'autodétermination d'avril 1993, où le peuple érythréen opte massivement pour l'indépendance.
Le FPLE donne ensuite naissance au Front populaire pour la démocratie et la justice, qui gouverne l'Érythrée en tant que parti unique.

## Liste des secrétaires généraux du FPLE
- Isaias Afwerki (1971-1977)
- Romedan Mohammed Nur (1977-1987)
- Isaias Afwerki (1987-1994)